# Amin Feres
Amin Feres, (Ressaquinha, 5 de maio de 1934 — São Paulo, 11 de maio de 2006) foi um cantor lírico brasileiro, criador do Coral Madrigal Ouro Preto.

## Biografia
O baixo-barítono Amin Feres iniciou sua carreira no Coral Madrigal Renascentista de Minas Gerais, tendo, posteriormente, aprimorado seus estudos em Freiburg, Alemanha, sob a orientação da Prof. Margareth von Winterfeldte.
Foi solista de orquestras internacionais, apresentou-se na sede da OEA, no  teatro Scala, em Milão, no Carnegie Hall, em Nova Iorque e no Cólon, na Argentina, e por diversas vezes em teatros da França, Bélgica, Suíça, Espanha, Portugal e Japão.
Em 1958 Amin Feres foi regido por Ígor Stravinski  na Orquestra Filarmônica de Berlim. Em 1975 recebeu o prêmio de melhor cantor lírico, concedido pela Associação Paulista de Críticos de Arte. Foi solista da Orquestra Sinfônica do Teatro Nacional em Brasília.
Ministrou curso de canto e recitais na Universidade de Aveiro em Portugal. Em Minas Gerais, Amin Feres se destacou como professor de música da UFMG e foi o primeiro diretor artístico do Palácio das Artes, em Belo Horizonte. Também obteve renome pelo seu esforço, não somente pela criação de novos espaços para a ópera e a música erudita, mas pela preocupação na formação de público e de artistas. Foi um dos idealizadores do programa Concertos para a Juventude, na década de 1970. Seu trabalho em Ouro Preto, com o Coral Madrigal Ouro Preto, foi motivo de elogios de maestros que o conheceram e o regeram, a exemplo de Isaac Karabtchevsky, David Machado, Sérgio Magnani, Carlos Alberto Pinto Fonseca, Afrânio Lacerda e o estadunidense Ane Jones.
Amin Feres recebeu o título de Cidadão Honorário da cidade de Ouro Preto, onde fundou o Coral Madrigal Ouro Preto. Um dos seu últimos trabalhos foi como mentor e criador do Grupo de Ópera Studium.